# Roman Sedláček
Roman Sedláček (ur. 12 lutego 1963 w Těšanach) – czeski piłkarz występujący na pozycji napastnika. Reprezentant Czechosłowacji. Trener piłkarski.

## Kariera klubowa
Sedláček jako junior grał w zespołach Sokol Těšany oraz KS Brno. W 1982 roku został zawodnikiem Dukli Praga, grającej w pierwszej lidze czechosłowackiej. W sezonie 1982/1983 wywalczył z nią Puchar Czechosłowacji, a w sezonie 1983/1984 wicemistrzostwo Czechosłowacji. W 1984 roku odszedł do innego pierwszoligowca, TJ Vítkovice. W sezonie 1985/1986 był stamtąd wypożyczony do drugoligowego TJ Gottwaldov.
W 1986 roku Sedláček został graczem pierwszoligowej Sigmy Ołomuniec i jej barwy reprezentował przez 5 sezonów. W 1991 roku przeszedł do niemieckiej Hansy Rostock. W Bundeslidze zadebiutował 3 sierpnia 1991 w wygranym 4:0 meczu z 1. FC Nürnberg, w którym strzelił też gola. W Hansie spędził sezon 1991/1992, podczas którego zajął z nią 18. miejsce w Bundeslidze i spadł do 2. Bundesligi.
W 1992 roku Sedláček przeszedł do drugoligowego FC Remscheid. Występował tam przez jeden sezon, a w kolejnym grał w trzecioligowych drużynach Eintracht Brunszwik oraz FC Neubrandenburg. Następnie występował w zespołach pierwszej ligi czeskiej – FK Jablonec oraz Svit Zlín, a także w 1. HFK Olomouc, który był jego ostatnim klubem w karierze.

## Kariera reprezentacyjna
W reprezentacji Czechosłowacji Sedláček zadebiutował 29 sierpnia 1990 w zremisowanym 1:1 towarzyskim meczu z Finlandią. W latach 1990–1991 w drużynie narodowej rozegrał 5 spotkań.